# آندیوو
آندیوو روستایی در استان نیانزا، کنیا می‌باشد.